# Dyschoriste bayensis
Dyschoriste bayensis là một loài thực vật có hoa trong họ Ô rô. Loài này được Thulin mô tả khoa học đầu tiên năm 2005.